# Catedral de São Canuto
Catedral de São Canute ( em dinamarquês:  Odense Domkirke or Sankt Knuds Kirke ), também conhecida como Catedral de Odense, recebeu o nome do rei dinamarquês Canuto IV ( em dinamarquês:  Knud den Hellige ). É um bom exemplo da arquitetura gótica de tijolos. A seção mais visitada da igreja é a cripta onde estão expostos os restos de Canuto e seu irmão Bento.

## História
A Igreja de São Canuto, de uma forma ou de outra, ficou na Abadia da colina em Odense ( em dinamarquês:  Klosterbakken ) por mais de 900 anos.
Odense foi estabelecida como sede do bispo de Odense (Othinia) antes de 988, sob a supervisão do bispo de Schleswig, ele próprio um sufragâneo dos arcebispos de Hamburgo-Bremen. A diocese incluía as ilhas do sul Báltico da Dinamarca. Os nomes dos primeiros bispos não foram registrados. Odense passou para a jurisdição de Roskilde em 1072 por um curto período de tempo antes de cair na arquidiocese de Lund.
A igreja mais antiga conhecida no local atual era uma igreja travertina que foi relatada em construção por Aelnoth de Canterbury, um monge beneditino no vizinho St. Alban's Priory em 1095. Os fundamentos da igreja travertina ainda podem ser vistos na cripta do edifício atual. A igreja foi construída em estilo românico, com arcos semicirculares que sustentavam um teto plano de madeira. A igreja de travertino foi construída especificamente para abrigar os restos mortais do rei Canute, que foi assassinado na igreja do Priorado de St. Alban em 1086.

## Rei Canuto IV da Dinamarca
Canuto IV da Dinamarca, foi um dos filhos do rei Sueno II. Ele era um membro da invasão do rei Sweyn da Inglaterra em 1069. Em 1075, ele acompanhou a frota dinamarquesa em seu último grande ataque da Inglaterra. Quando o rei Sweyn morreu em 1076, o irmão de Canute, Harald Hen, foi eleito rei da Dinamarca até sua própria morte, em 1080, quando Canute o sucedeu no trono da Dinamarca. Canuto governou a Dinamarca entre 1080 e 1086.

## Segunda Catedral de São Canuto

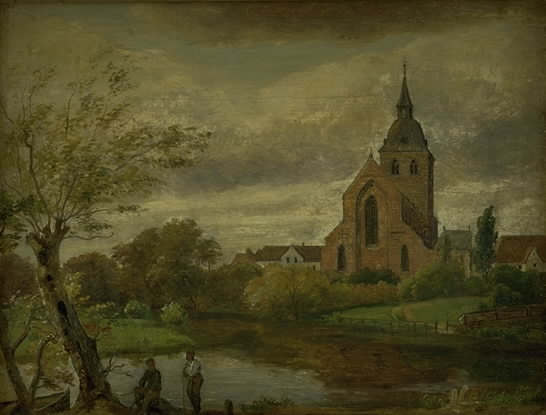
Catedral de São Canuto em uma pintura de Dankvart Dreyer de c. 1844

Durante a guerra civil entre Eric IV e seu irmão, Abel, Odense e a catedral foram incendiados em 1247. A igreja atual foi construída em várias fases para substituir a igreja de pedra antiga e inadequada em cerca de 1300 pelo bispo Gisico (1287–1300). A nova catedral foi construída em estilo gótico, com seus típicos arcos pontiagudos e tetos altos. O material de construção escolhido para a época era um tijolo vermelho de grandes dimensões, mais barato e fácil de trabalhar do que a pedra porosa disponível. Partes da catedral de pedra foram derrubadas e o novo edifício foi expandido em torno do antigo.
Ao todo, foram necessários aproximadamente duzentos anos para concluir a catedral, que foi finalmente dedicada em 30 de abril de 1499. A igreja foi construída em forma de cruciforme sem torre. A cripta antiga foi expandida de forma a que os peregrinos pudessem visitar o relicário de São Canuto sob o coro elevado sem interferir nos serviços horários dos cânones acima. Os cânones também alegaram ter relíquias de Santo Albano, que Canuto supostamente roubou em seu ataque de 1075 a Ely, Inglaterra.
O rei João da Dinamarca (m. 1513) foi enterrado na catedral em 1513. Sua esposa, Cristina da Saxônia, que viveu a segunda parte de sua vida em um convento em Odense, encomendou ao famoso escultor alemão Claus Berg a criação de uma magnífica capela funerária na igreja do convento franciscano de Odense, onde ela e seu marido foram postos para descansar após sua morte em 1521. O filho de João e Cristina, o rei Cristiano II, com sua esposa Isabel da Áustria, também foi enterrado na capela da família real. Em 1807, a antiga igreja franciscana foi demolida e o magnífico retábulo gótico tardio de Claus Berg e os corpos dos quatro membros da realeza foram transferidos para a Catedral de São Canuto. O retábulo é realmente um dos tesouros nacionais da Dinamarca. Foi esculpida entre 1515 e 1525. Cada uma das três seções é intrincadamente esculpida e dourada. Sobreviveu ao fervor iconoclasta da Reforma, talvez por causa de sua conexão com os enterros reais.
Em 1633, a Capela de Valkendorf foi adicionada, segundo todos os relatos, um belo exemplo da arte renascentista. Foi desmontada na grande restauração de 1868.
Thomas Kingo foi nomeado bispo luterano de Odense em 1634. Ele foi o salmista mais famoso da Dinamarca e produziu um novo hinário para o qual contribuiu pessoalmente com 85 hinos.
1752 o órgão de Amdie Worm foi instalado. A fachada do órgão permanece, mas o órgão foi expandido e aprimorado para se tornar a voz da Catedral de Odense.
Durante os trabalhos de restauração na década de 1870, a cripta que havia sido fechada desde a Reforma foi reformada e aberta como uma capela, e São Canuto mais uma vez foi exibido.

## Galeria

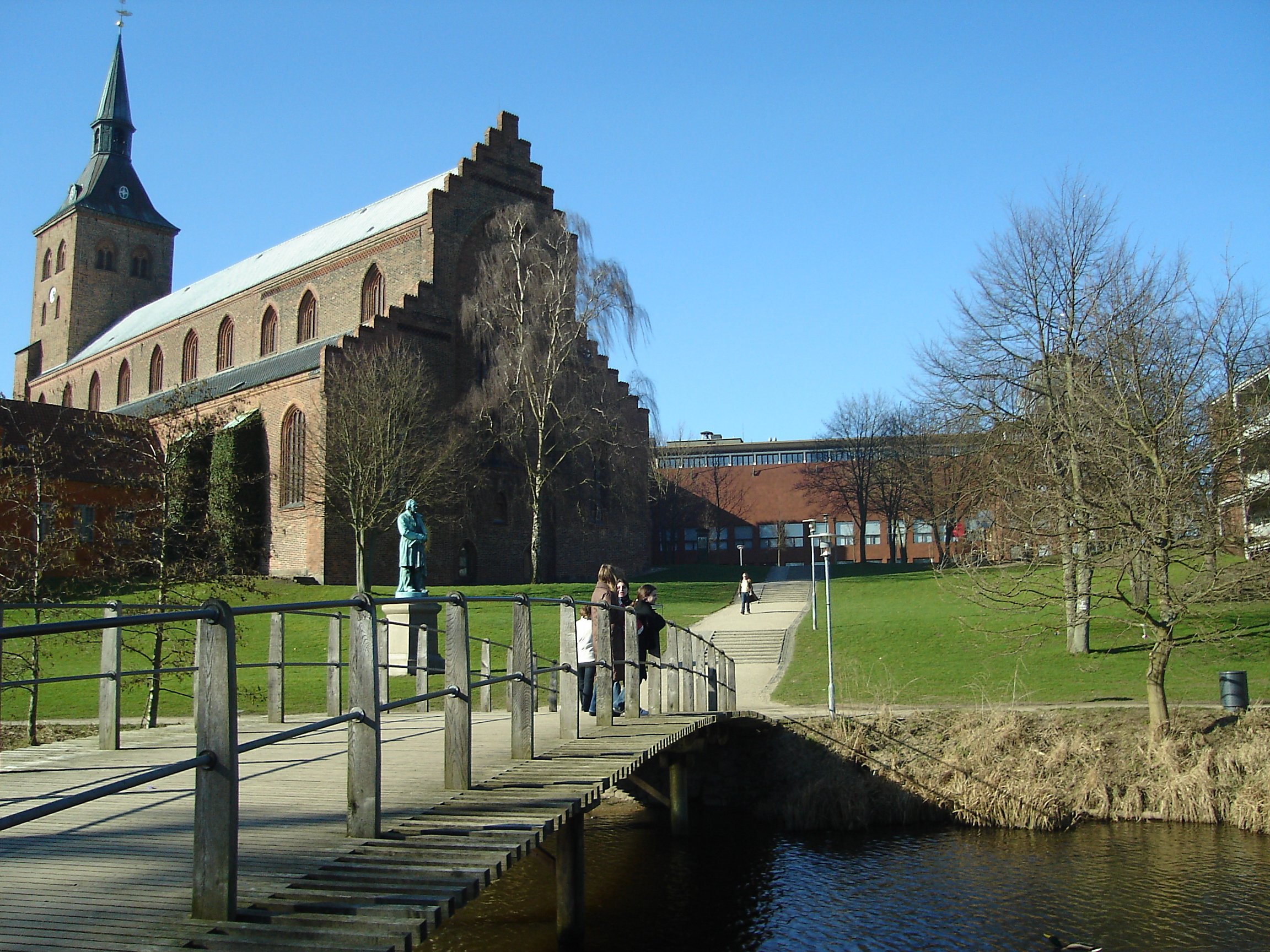
Catedral de São Canuto, vista do parque Eventyrhaven. A estátua representa  Hans Christian Andersen. O edifício amarelo fica no local da antiga  abadia de St. Canute
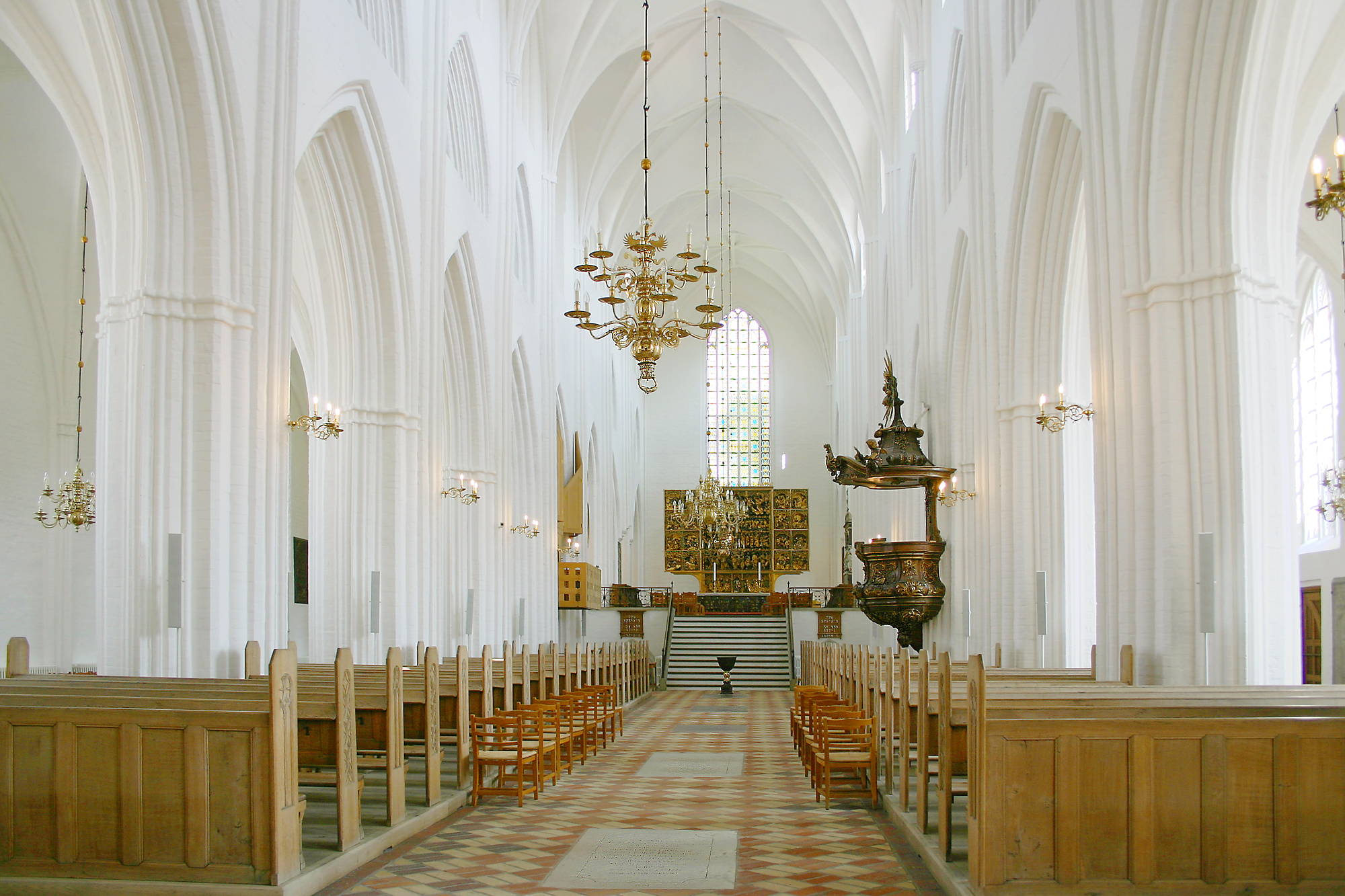
Nave
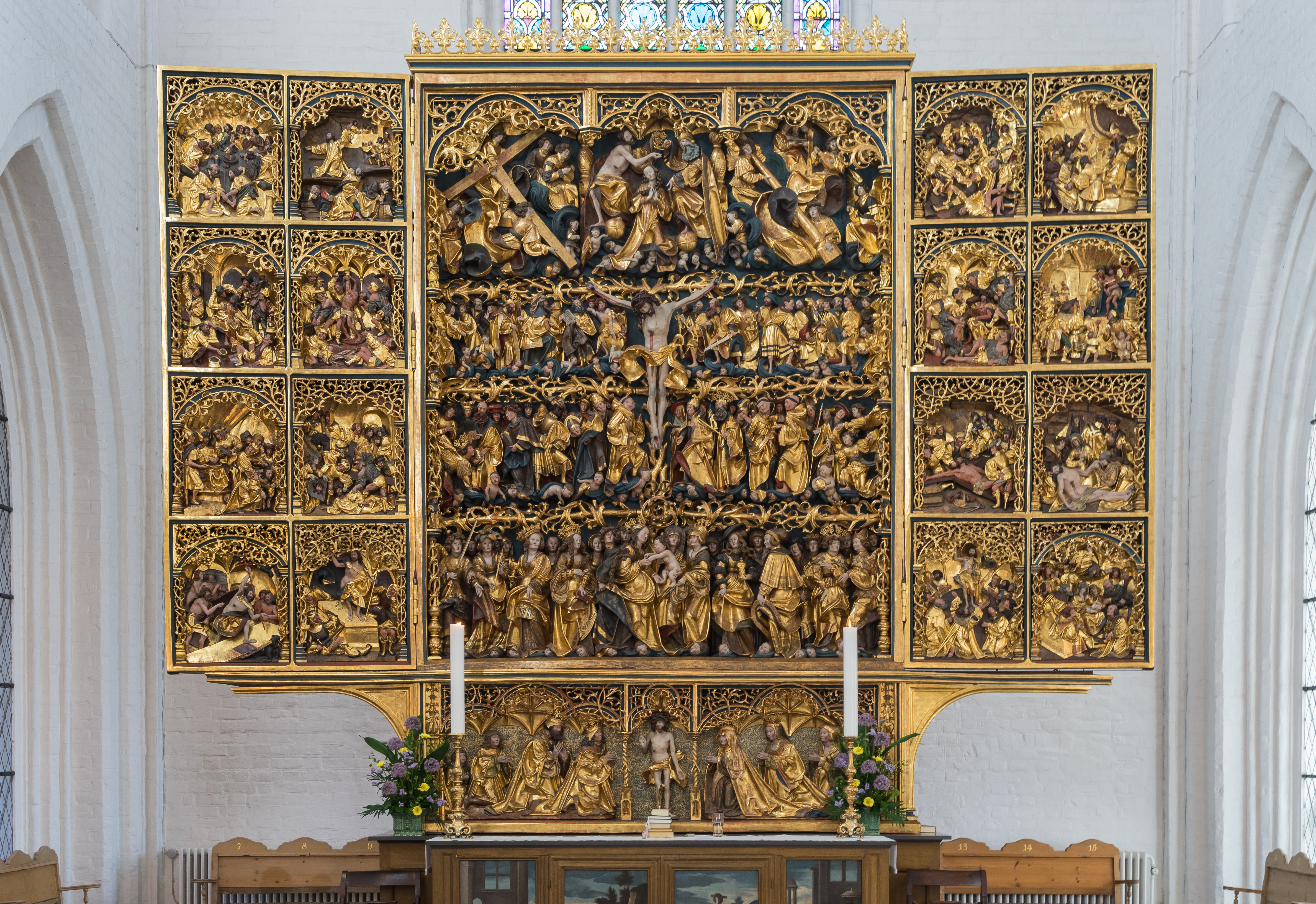
Altar do escultor Claus Berg.
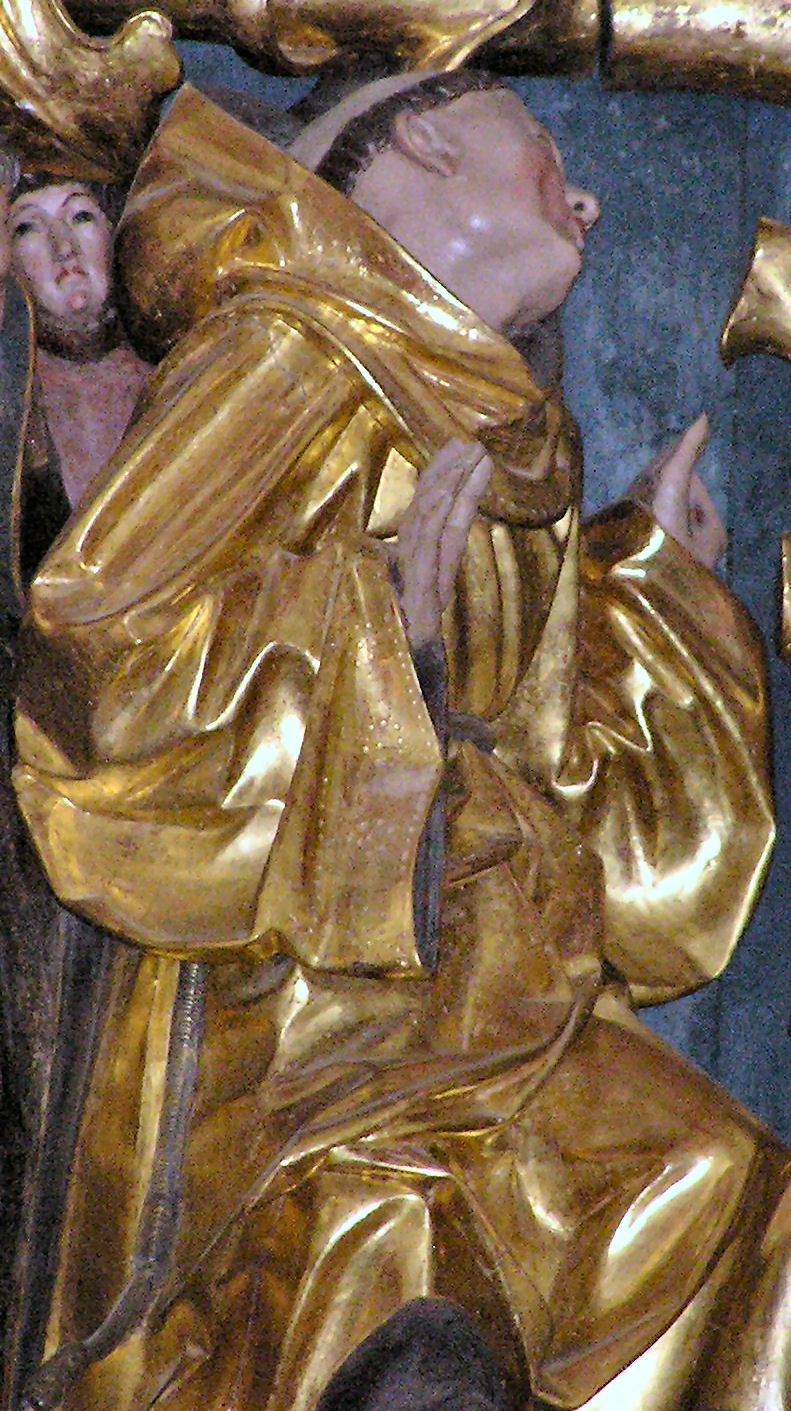
Detalhe do altar: um frade franciscano, possivelmente destinado ao irmão Jacó, o Daciano
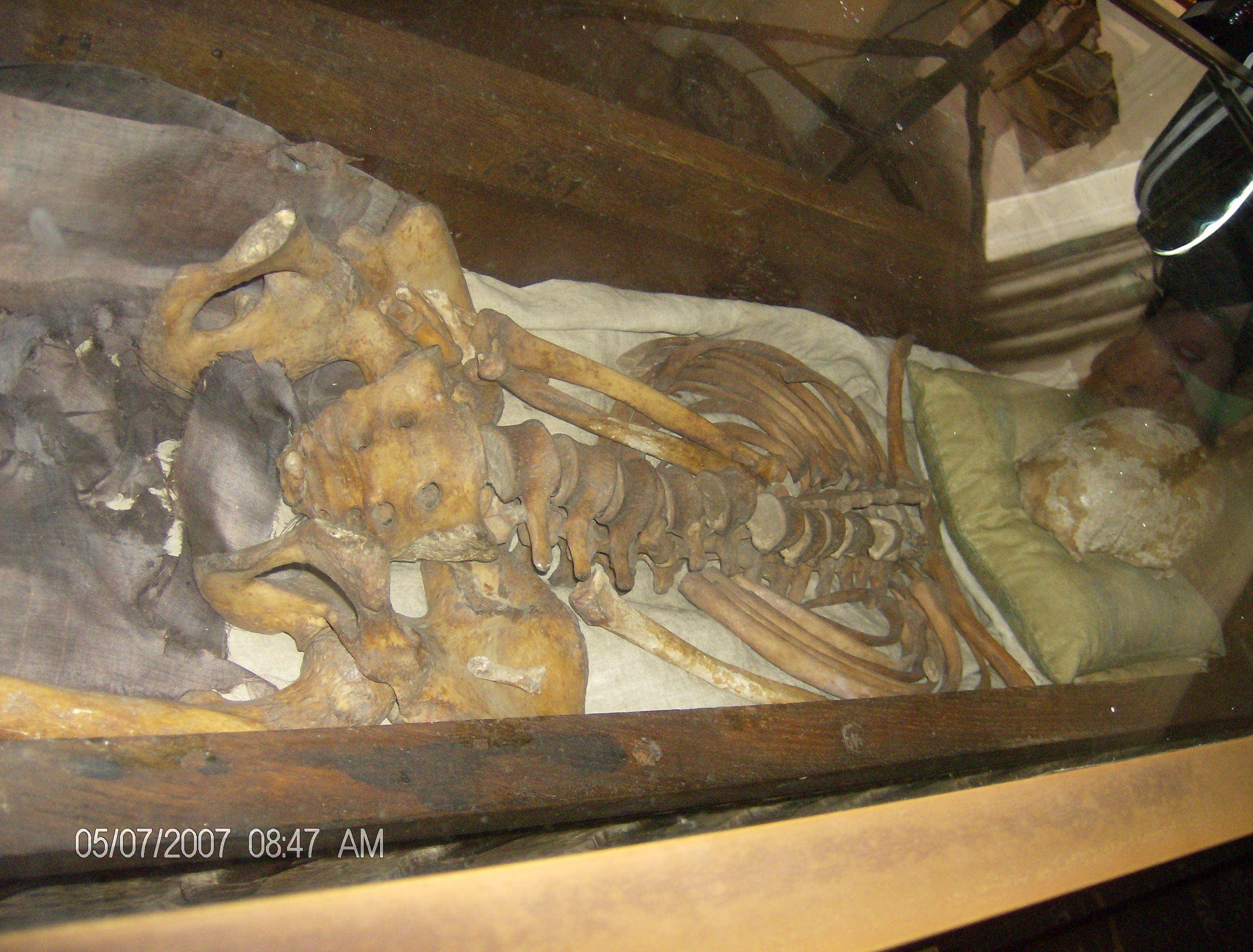
Os ossos de São Canuto IV da Dinamarca enterrados na catedral em homenagem a ele

## Outras fontes
- Hvidtfeldt, Arild (1985) Danmarks Riges Krønike (Copenhague: Bogklub de Peter Asschenfeldt) (em dinamarquês)  ISBN 9788773655870